# Корнфілд (Аризона)
Корнфілд (англ. Cornfields) — переписна місцевість (CDP) в США, в окрузі Апачі штату Аризона. Населення — 221 особа (2020).

## Географія
Корнфілд розташований за координатами 35°39′5″ пн. ш. 109°40′33″ зх. д. / 35.65139° пн. ш. 109.67583° зх. д. (35.651343, -109.675763).  За даними Бюро перепису населення США в 2010 році переписна місцевість мала площу 1,00 км², уся площа — суходіл.

## Демографія
Згідно з переписом 2010 року, у переписній місцевості мешкало 255 осіб у 59 домогосподарствах у складі 42 родин. Густота населення становила 255 осіб/км².  Було 62 помешкання (62/км²).
Расовий склад населення:
| - 97,6 % — корінних американців - 0,4 % — білих - 0,4 % — чорних або афроамериканців |

До двох чи більше рас належало 1,6 %. Частка іспаномовних становила 0,4 % від усіх жителів.
За віковим діапазоном населення розподілялося таким чином: 32,9 % — особи молодші 18 років, 51,0 % — особи у віці 18—64 років, 16,1 % — особи у віці 65 років та старші. Медіана віку мешканця становила 28,8 року. На 100 осіб жіночої статі у переписній місцевості припадало 109,0 чоловіків;  на 100 жінок у віці від 18 років та старших — 125,0 чоловіків також старших 18 років.
Середній дохід на одне домашнє господарство  становив 27 065 доларів США (медіана — 21 250), а середній дохід на одну сім'ю — 25 161 долар (медіана — 20 000). За межею бідності перебувало 54,7 % осіб, у тому числі 47,7 % дітей у віці до 18 років та 70,2 % осіб у віці 65 років та старших.
Цивільне працевлаштоване населення становило 40 осіб. Основні галузі зайнятості: освіта, охорона здоров'я та соціальна допомога — 57,5 %, будівництво — 27,5 %, виробництво — 10,0 %, публічна адміністрація — 5,0 %.